# Télépopmusik
Télépopmusik ist eine französische Musikgruppe, die vorwiegend elektronische Musik, z. B. im Bereich Trip-Hop, macht. Bisher wurden die Alben Genetic World, Angel Milk und Everybody Breaks the Line sowie diverse Singles der Alben veröffentlicht. Die Gruppe besteht aus Fabrice Dumont, Stéphan Haeri, und Christophe Hétier. Gastsängerin auf allen drei Alben war unter anderem Angela McCluskey.

## Karriere
Die Gruppe veröffentlichte 1996 auf Source Lab ihren ersten Song Sonic 75. Fabrice Dumont, Gründungsmitglied der in Frankreich relativ bekannten Band Autour De Lucie, zupft neben dem Bass noch weitere Saiteninstrumente. Der ausgebildete Toningenieur und Elektroakustiker kann als einziger nur von Musik leben und zeichnet fürs Arrangement verantwortlich. Stephan Haeri spielt Gitarre, Schlagzeug und Keyboard und kümmert sich daneben ums Programmieren.
Christophe Hetier ist für die Samples verantwortlich und sucht Gastsänger aus. Inspiration findet das Trio u. a. in der frühen deutschen Elektronik Kraftwerk, den neuen französischen Elektrikern, aber auch bei klassischen Gitarrenpop-Bands. Télépopmusik klingt nach einer Fusion aus Elektropop, Hip-Hop, House, Nu Jazz und Filmmusik.
Im Juni 2001 veröffentlichte das Trio, das seinen Namen von einem Second-Hand-Shop für Hi-Fi-Anlagen abgekupfert hat, den ersten Longplayer Genetic World mit zahlreichen Gästen wie Angela McCluskey, dem Rapper Juice Aleem, Chilly Gonzales, Peaches und dem früheren Earthling-Mitglied Mau (unter dem Namen Soda-Pop).
Der Autokonzern Peugeot buchte Télépopmusik für einen Werbespot. Das Mastering übernahm Alex Gopher. Die BBC nahm die Genetic World in die Heavy Rotation. Für das Video zur ersten Single Breathe verpflichteten Télépopmusik Jordan Scott, die Tochter von Ridley Scott.
Breathe wurde im Jahr 2003 in Mitsubishi-Werbungen sowie 2006 in der TV-Werbekampagne von Visa verwendet.
Im Mai 2005 erschien das zweite Album Angel Milk. Auf diesem Album ist Deborah Anderson, Tochter des Yes-Sängers Jon Anderson, zu hören.
Der Titel Ghost Girl wurde durch seine Verwendung in einer Peugeot-Werbung bekannt.

## Diskografie

### Alben
- 2001: Genetic World
- 2005: Angel Milk
- 2020: Everybody Breaks the Line

### Singles (Auswahl)
- 2001: Breathe